# Keishiro Matsui
Keishiro Matsui (japonès: 松井 慶四郎, Matsui Keishirō) (Osaka, Prefectura d'Osaka, 28 de març de 1868 - 4 de juny de 1946) fou un polític i diplomàtic japonès.

## Biografia
Keishiro Matsui es diplomà a l'Escola de Dret de la Universitat Imperial de Tòquio el 1889. Va entrar al Ministeri d'Afers Exteriors del seu país el mateix any. L'any següent, fou enviat a l'Ambaixada japonesa de la capital de Corea, Seül, i pocs anys després, el 1895, a l'Ambaixada japonesa als Estats Units. El 1898, fou promogut i assolí el càrrec de primer secretari a l'Ambaixada japonesa a Londres. El 1902, fou destinat a l'Ambaixada japonesa a Beijing, Xina, i no tornà al Japó fins al 1913.
Durant la Primera Guerra Mundial fou nomenat ambaixador del Govern japonès a França, i assistí com a plenipotenciari a la Conferència de Pau de París (1919). Arran de l'èxit rotund d'aquesta missió, li fou atorgat el títol de baró (danshaku) del sistema de noblesa kazoku.
Va ser Ministre d'Afers Exteriors del Japó del 7 de gener a l'11 de juny de 1924 sota l'administració de Kiyoura Keigo, i alhora va ser nomenat membre de la Cambra dels Pars a la Dieta del Japó. Serví després com a Ambaixador al Regne Unit de 1925 a 1928. El 1938, fou anomenat membre del Consell Privat del Japó.